# Kim Sigler

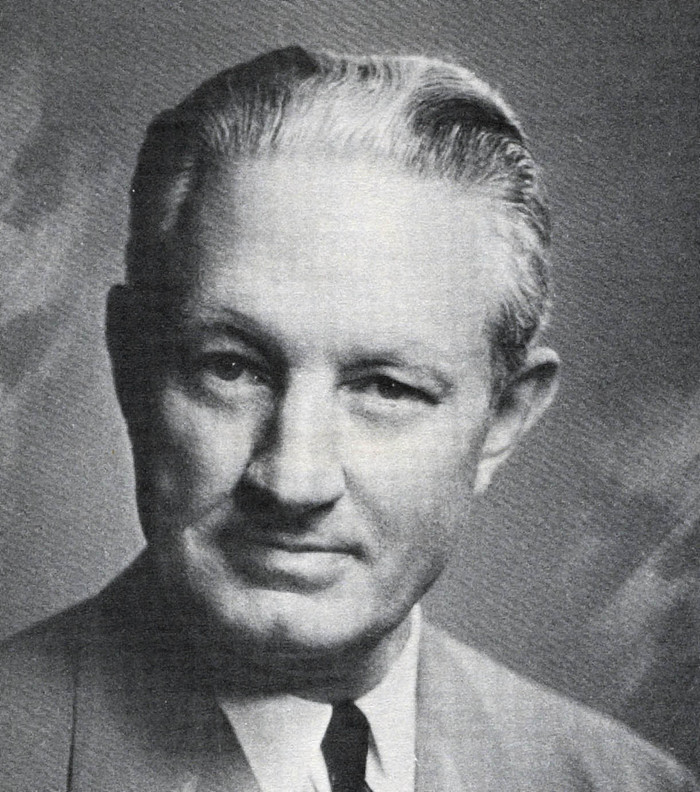
Kim Sigler

Kimber Cornellus "Kim" Sigler, född 2 maj 1894 i Schuyler, Nebraska, död 30 november 1953 i en flygolycka i Kalamazoo County, Michigan, var en amerikansk politiker. Sigler, som kallades "Hollywood Kim", var den 40:e guvernören i delstaten Michigan 1947–1949.
Kim Sigler studerade först vid University of Michigan och fortsatte sedan med juridikstudier i Detroit. Demokraterna var det första partiet han gick med i men bytte senare parti till Republikanska partiet. I guvernörsvalet 1946 nominerades han av republikanerna och vann valet mot demokraten och före detta guvernören Murray Van Wagoner. Demokraten G. Mennen Williams besegrade sedan Sigler i guvernörsvalet 1948.
Siglers flygplan havererade i dimman mot ett TV-torn den 30 november 1953. Sigler själv, som var pilot, och tre passagerare omkom i olyckan.